# Greatest Hits Live (album Ramonesa)
Greatest Hits Live uživo je album od američkog punk rock sastava Ramones, koji izlazi u lipnju 1996.g. Materijal za album je snimljen 29. veljače 1996. u The Academy, New York.
Zadnje dvije skladbe su bonus studijski snimci na albumu, koje prethodno nisu objavljenje. Prva skladba R.A.M.O.N.E.S je originalni snimak od britanskog heavy metal sastava Motörhead, koja se nalazi na njihovom albumu 1916, a napisana je u čast sastava Ramones. Druga skladba je "Anyway You Want It", orignalno od britanskog sastava The Dave Clark Five.

## Popis pjesama
Sve pjesme napisao je sastav Ramones, osim gdje je drugačije naznačeno.
1. "Durango 95" (Johnny Ramone) – 1:31
2. "Blitzkrieg Bop" – 1:37
3. "Do You Remember Rock and Roll Radio" – 3:00
4. "I Wanna Be Sedated" – 2:07
5. "Spider-Man" (Robert Harris, Paul Francis Webster) – 1:48
6. "I Don't Want to Grow Up" (Kathleen Brennan, Tom Waits) – 2:24
7. "Sheena Is a Punk Rocker" – 1:46
8. "Rockaway Beach" – 1:31
9. "Strength to Endure" (Dee Dee Ramone), (Daniel Rey) – 2:41
10. "Cretin Family" (Dee Dee Ramone, Rey) – 2:17
11. "Do You Wanna Dance" (Bobby Freeman) – 1:21
12. "We're a Happy Family" – 1:28
13. "The Crusher" (Dee Dee Ramone, Rey) – 2:10
14. "53rd & 3rd" – 1:46
15. "Beat on the Brat" – 2:42
16. "Pet Sematary" (Dee Dee Ramone, Rey) – 3:38
17. R.A.M.O.N.E.S. (Würzel, Phil Campbell, Lemmy, Phil Taylor) – 1:27
18. "Any Way You Want it" (Dave Clark) – 2:25

## Izvođači
- Joey Ramone – prvi vokal
- Johnny Ramone – gitara
- C.J. Ramone – bas-gitara, prateći vokali
- Marky Ramone – bubnjevi

## Vanjske poveznice
- discogs.com - Ramones - Greatest Hits Live